# Elisabeth Thorman
Henrietta Elisabeth Thorman, född 31 augusti 1867 i Västra Ryds församling, Stockholms län, död 18 maj 1961 i Västerleds församling, Stockholm, var en svensk textilforskare och föreläsare.
Thorman arbetade bland annat vid Handarbetets vänners skola 1904–1924. Hon skrev grundläggande arbeten om svenska spetsar och damast från 1700- och 1800-talen. Hon författade till exempel Svenskt duktyg i damast (1938), Svenska spetsar (1940) och Studier i svensk textilkonst (1950).

## Kulturskribent

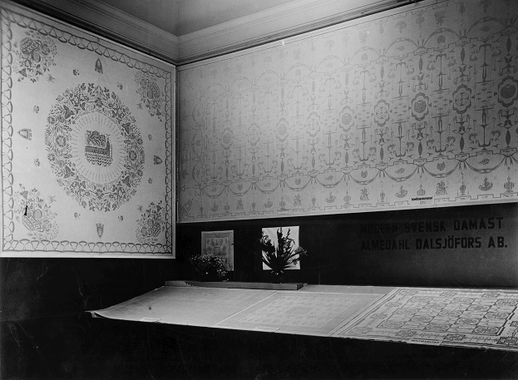
Damastutställningen på Konstakademien i Stockholm 1936, som Elisabeth Thorman arrangerade. Två duktyg som komponerades av Maja Sjöström för Stadshusets tioårsjubileum 1933, mönstret på den långsmala duken till höger heter Timlåtsduken. Text på väggen "Modern svensk damast Almedahl Dalsjöfors AB".

Elisabeth Thorman var en av det tidiga 1900-talets flitigaste kulturskribenter. Hon skrev främst om utställningar av hemslöjd och textil konstslöjd, men hon var också engagerad i andra evenemang i främst dagspress och facktidningar.

## Pedagog, folkbildare och amanuens
Elisabeth Thorman var utbildad folkskollärarinna, ett yrke som hon ägnade sig åt fram till 1904 och som präglade hennes sätt att skriva. Hon fortsatte att vara pedagog och folkbildare även i artiklar och böcker. 1906 publicerades hennes första artikel i Svenska Slöjdföreningens tidskrift, där hon senare flitigt medverkade. Mycket av sina kunskapar, intryck och kontakter fick hon under den tid hon var anställd vid Handarbetets vänner, först som sekreterare 1907–1911 och därefter som föreläsare vid lärarinneseminariet fram till 1920. Som amanuens vid Gävle museum (Länsmuseet Gävleborg i Gävle) hade hon under en period anknytning till museivärlden.

## Bevakade utställningar
Elisabeth Thorman bevakade huvudstadens utställningar och uppmärksammade nya ansikten inom konsthantverket och nya trender inom hemslöjden till nytta för dem som befann sig ute i landet. I Sverige var det personer som hörde till den så kallade kultureliten, som var aktiva inom hemslöjden och konstlivet som omhuldade Arts and Crafts-idéer. Gruppen var liten och homogen och de flesta kände varandra. I dessa kretsar rörde sig Elisabeth Thorman. Hon var en viktig person, eftersom hon skrev och spred information om vad som hände. Hon fungerade som kontaktperson och hjälpande hand när hon ansåg att ett viktigt initiativ behövde stöd.

## Katalogisering av samlingen av hemslöjdstextilier

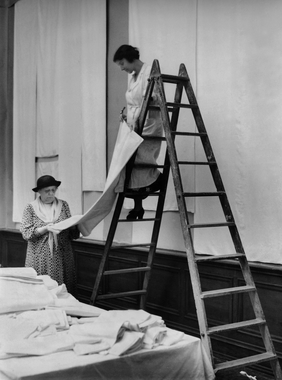
Elisabeth Thorman till vänster under arbetet med damastutställningen på Konstakademien i Stockholm 1936. Gunhild Thörn på stegen hjälper till med hängningen av alla inlånade dukar.

Elisabeth Thorman såg till att Lilli Zickerman, som hade bildat Föreningen för Svensk Hemslöjd 1899, fick en större penningsumma för att kunna fortsätta sitt stora inventeringsarbete av svensk allmogeslöjd. Själv levde Thorman under mycket små omständigheter, särskilt som hon på 1920-talet blev frilansande journalist. Hon var nära vän med Hedvig Ulfsparre. Ulfsparre var värdinna hos disponent Per Eriksson vid Hofors bruk på Kungsgården i Sandvikens kommun och kyrkbyn i Ovansjö socken i Gästrikland. Ulfsparre hade därvid möjlighet att vara en av hemslöjdens största mecenater. Hon skapade en stor samling hemslöjdstextilier på Kungsgårdens herrgård i Kungsgården i Ovansjö socken i Gästrikland. Hedvig Ulfsparre bjöd in sin väninna Elisabeth Thorman, som hjälpte henne att katalogisera den stora samlingen av hemslöjdstextilier, och hon skapade därmed Sveriges största samling av textilier. Samlingen omfattade cirka 7000 föremål och skänktes till Nordiska museet. Samlingen överfördes som gåva 2005 till Länsmuseet Gävleborg.

## Recensioner och böcker
Elisabeth Thorman skrev i en mångordig och retorisk stil som för oss idag kan kännas teatralisk och starkt värdeladdad. I välvalda ordalag uttalar hon sig för eller emot – det är svart eller vitt, sällan grått som gäller. Hon retade många med sina recensioner. Några intresseområden odlade hon särskilt. Hennes första bok, Äkta spetsar (1913), var en handbok i spetskunskap och den första spetshistorik som skrivits i Sverige. Intresset för spetsar behöll hon hela livet och skrev också för att sprida kunskap om spetsknypplingens historia i Sverige. Långt senare skrev hon boken Svenska spetsar (1940).

## Arkivforskare om tidiga damasttillverkare
Damast var Elisbeth Thormans andra stora intresse. Hon började leta fram uppgifter om svenska damastverkstäder och vävare i Riksarkivets handlingar från Kommerskollegium. Hon var en skicklig arkivforskare och hennes arbeten är grundläggande för all senare forskning i ämnet. Hon lyckades få fram namn och uppgifter om en mängd okända verkstäder och kartlägganden om våra tidigaste stora tillverkare av damast. Hennes första publikation i ämnet var en uppsats i Fataburen 1933 om det Stenbergska damastväveriet i Jönköping. Den följdes av en mängd uppsatser, utställningskataloger och artiklar under hela 1930-talet och en bit in på 1940-talet. 1950 samlades hennes viktigaste uppsatser i boken Studier i svensk textilkonst.